# Philipp Ludwig (Leiningen-Rixingen)

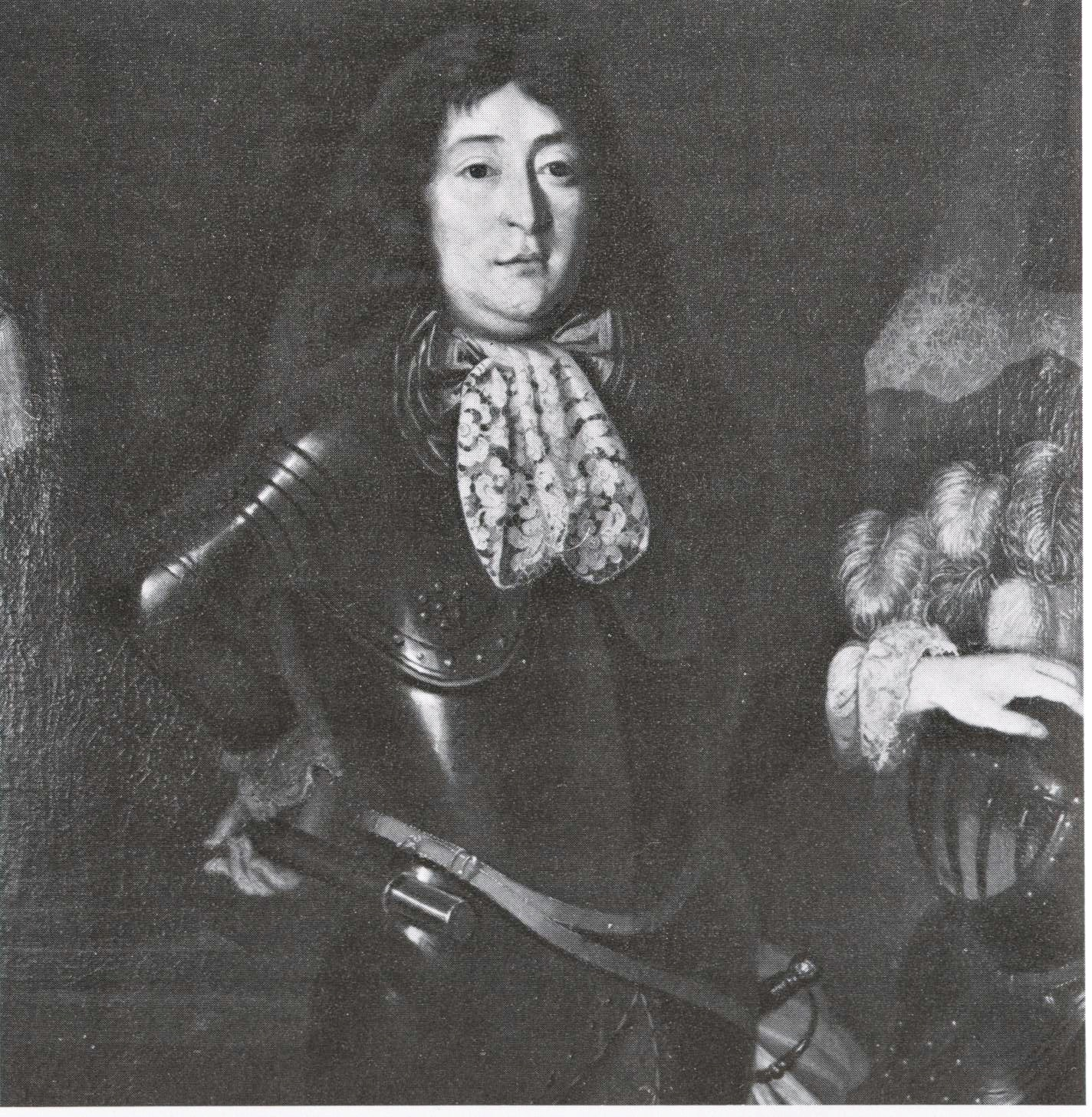
Graf Philipp Ludwig als kaiserlicher General

Philipp Ludwig von Leiningen-Westerburg-Rixingen (* Februar 1652 auf Schloss Rixingen, Lothringen (heute Réchicourt-le-Château); † 16. August 1705 in der Schlacht bei Cassano)   war Graf von Leiningen, kaiserlicher General und letzter männlicher Stammhalter der Linien Leiningen-Rixingen und Leiningen-Leiningen des Adelshauses Leiningen-Westerburg, das wiederum vom Haus Runkel abstammt.

## Leben
Er war der älteste Sohn des Ludwig Eberhard (* 1624; † 1688), Graf zu Leiningen-Rixingen, und dessen Gattin, Charlotte von Nassau-Saarbrücken (* 1619; † 1687).
Graf Philipp Ludwig wuchs auf Schloss Rixingen auf, das die Eltern als Residenz bewohnten. 1665 avancierte der Vater zum Präsidenten des Reichskammergerichtes in Speyer, 1669 verkaufte er die Grafschaft Rixingen (Lehen des Bistums Metz) an Graf Friedrich von Ahlefeldt. Der junge Leininger kam früh nach Paris, wo er seine zukünftige Gemahlin, Louise Gabrielle de Rueil Marquise de Rouze kennenlernte. Über ihren Vater Henri de Rueil Marquise de Rouze, Unterlandvogt im Elsass, trat er als Offizier in die französische Armee ein.
1671 konvertierte Philipp Ludwig – wie schon zuvor sein Vater – in Paris zum katholischen Glauben, am 26. Dezember 1673 heiratete das junge Paar in der französischen Hauptstadt. Der Vater, Graf Ludwig Eberhardt, wies ihnen zunächst Schloss Chatillon bei Cirey-sur-Vezouze dann Schloss Oberbronn in Oberbronn (Elsass) als Wohnsitz an.
1686 übergab ihm der Vater die Regierung der Grafschaft Leiningen, die als Streubesitz teilweise auf französischem, teilweise auf deutschem Territorium lag. Bei Ausbruch des Pfälzischen Erbfolgekrieges verfügte der Kaiser 1688, dass alle Deutschen ihren Dienst im feindlichen, französischen Heer quittieren sollten. Graf Philipp Ludwig kam dieser Weisung nur zögerlich nach, da er beim Wechsel der Seiten um seine Besitzungen fürchtete.
Dennoch gab er im gleichen Jahr seinen französischen Kriegsdienst auf und zog sich auf Burg Altleiningen, im deutschen Teil der Grafschaft zurück. Deren Hauptort war das nahe Städtchen Grünstadt, das er 1689 vor völliger Vernichtung bewahrte. Beim Anrücken der Franzosen, befahl der Landesherr die Dächer von den Häusern abzuwerfen, um eine bereits erfolgte Zerstörung vorzutäuschen. Zwar fielen die Franzosen auf die Kriegslist nicht herein, aber das von ihnen in der Stadt gelegte Feuer richtete weitaus geringeren Schaden als in den umliegenden Gemeinden an, da es wegen der fehlenden Dachgebälke weniger Nahrung fand.
1690 verbrannten bzw. sprengten die Franzosen Burg Altleiningen und verwüsteten die gesamte Grafschaft. Philipp Ludwig geriet kurzfristig in ihre Gefangenschaft, konnte aber von österreichischen Husaren befreit werden. Der Landesherr war durch die Plünderungen finanziell verarmt und musste überdies noch die Kosten der Landesverteidigung bestreiten. Zu diesem Zweck lieh er sich mehrfach Geld zu günstigen Konditionen, bei dem ihm freundschaftlich verbundenen  Kurmainzer Oberfeldkriegskommissar Ritter Franz Georg von Blumencron. Der Leininger Graf verpfändete hierfür das Dorf Wattenheim an den Herren von Blumencron, welches 1698 als Pfandlehen an den Gläubiger verkauft und zur Herrschaft Wattenheim wurde; das Pfandlehen fiel später durch Erbe an die Herren von Vogelius (fälschlich auch Vopelius).
Kurfürst Johann Wilhelm von der Pfalz ernannte Graf Philipp Ludwig zum Geheimen Rat der Kurpfalz und zum Gouverneur von Heidelberg. Außerdem beförderte er ihn zum Pfälzischen Generalleutnant. Später trat er in die kaiserliche Armee ein, wo er zum Feldmarschallleutnant und General der Kavallerie aufstieg.

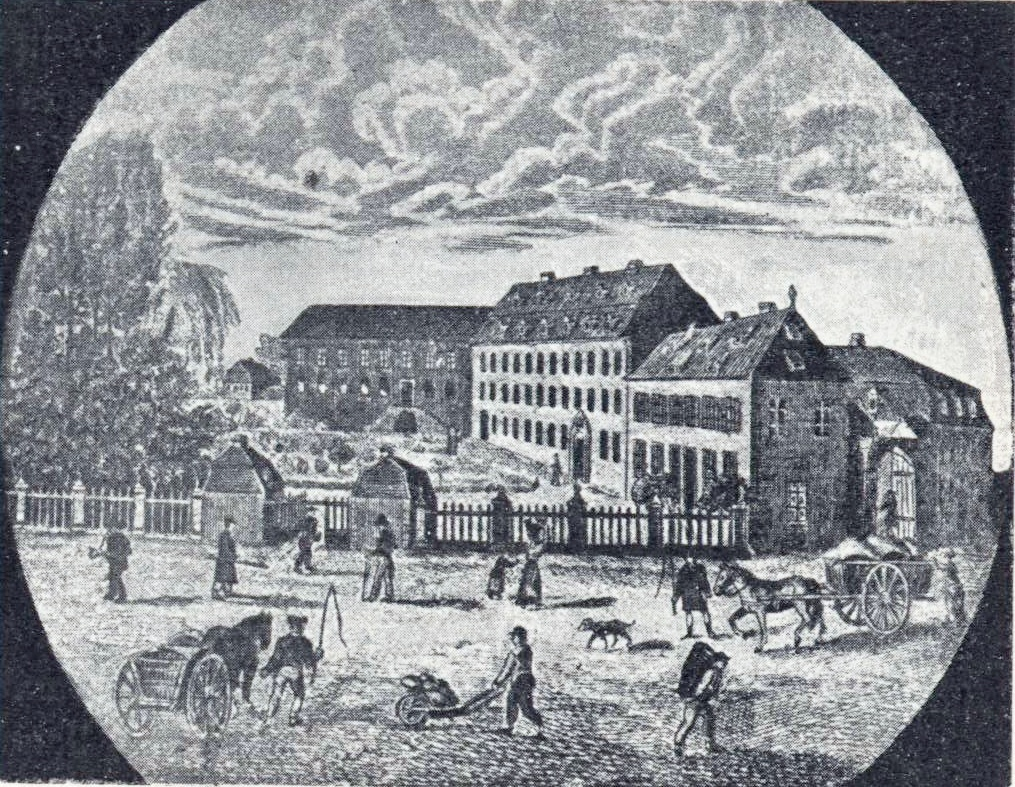
Die von Graf Philipp Ludwig 1698 für sich erbaute Residenz, Schloss Unterhof in Grünstadt

Infolge von Unbewohnbarkeit der Stammburg Altleiningen ließ sich Philipp Ludwig 1698 in Grünstadt den alten Lungenfelder Klosterhof als Schloss Unterhof zur Residenz ausbauen. Er war ein großer Förderer aller katholischen Bestrebungen in seiner mehrheitlich lutherischen Grafschaft und unterstützte besonders die Kapuziner, denen er in Grünstadt ein Kloster erbauen ließ, dessen Gebäude bis heute existieren; die zugehörige Kirche ist die jetzige katholische Pfarrkirche der Stadt. Hierzu nahm er und der Freiherr Merz, als Besitzer des betreffenden Grundstückes, am Fronleichnamsfest 1699 persönlich an der Grundsteinlegung und an der Errichtung eines Missionskreuzes teil. 1698 führte Philipp Ludwig in der Grafschaft Leiningen auch die überfällige Reform zum Gregorianischen Kalender durch, welche man bisher aus religiösen Motiven boykottiert hatte, da sie auf Papst Gregor XIII. zurückging.
Graf Leiningen beteiligte sich als österreichischer Offizier mit Auszeichnung an den Feldzügen unter Prinz Eugen von Savoyen gegen die Türken. Als ihn Kaiser Leopold I. Ende 1704, im Spanischen Erbfolgekrieg zum General beförderte und ihm die Armeeabteilung des verstorbenen Feldmarschalls Charles Thomas de Lorraine-Vaudémont in Italien anvertraute, beurteilte er ihn folgendermaßen: Er habe angesichts der ernsten Kriegslage zwar nicht die nötige militärische Gewandtheit als Truppenführer, doch biete er persönliche Qualitäten, als ein Mann „auf dessen Treue, Wachsamkeit und Tapferkeit man sich verlassen könne ... und [der] fremden, vernünftigen Rath nicht außer Acht lasse.“ Leiningen befehligte 1705, in der Schlacht von Cassano, zwei Infanteriebrigaden und erhielt beim Sturmangriff auf eine strategisch wichtige Brücke, eine tödliche Schussverletzung. Prinz Eugen setzte sich sofort an seine Stelle und führte die leiningischen Truppen erneut zum Angriff. Philipp Ludwig von Leiningen wurde zu Cassano, in der Kapuzinerkirche S. Antonio, vor dem Nikolausaltar beigesetzt.
Als Graf Philipp Ludwig starb, waren sein einziger Sohn, seine Brüder und näheren männlichen Verwandten bereits tot. Daher erloschen mit ihm die Adelslinien Leiningen-Rixingen und Leiningen-Leiningen im Mannesstamm. Sein Erbe fiel zu gleichen Teilen an entfernte Verwandte, die Brüder Christoph Christian (1656–1728) und Georg II. Carl Ludwig (1666–1726) aus der Familienlinie Leiningen-Westerburg-Schaumburg.

## Ehen und Nachkommen
Seit 26. Dezember 1673 war er in erster Ehe mit der französischen Adligen Louise Gabrielle de Rueil Marquise de Rouze († 24. Dezember 1698 in Oberbronn) verheiratet, mit der er fünf Kinder hatte:
1. Johann Karl (* 1674; † 1700); Offizier in der französischen Armee
2. Luise († jung);
3. Sophie († jung);
4. Charlotte Amalie (* 1679; † 1734), ⚭ 1701 Graf Ferdinand Andreas von Wiser (1677–1751)
5. Maria Anna.

Nachdem seine erste Gattin 1698 gestorben war, heiratete er 1699 in zweiter Ehe die österreichische Adlige Freiin Sidonie Therese von Eibiswald († April 1720 in Wien).